# 火槍戰爭
火槍戰爭，指1807年至1837年間橫跨整個紐西蘭地區（及查塔姆群島）多達3000次的戰鬥和襲擊行動。在和欧洲人产生接触后，毛利人首次取得了滑膛槍。毛利人各部落積極地将滑膛枪投入了部落間的军备競賽（毛利人最喜欢的枪械是双管霰弹枪），以取得領土或報復宿敵，這些武器競賽後來演變成火槍戰爭。
这场戰爭一共導致2萬至4萬人死亡，還有數萬人被奴役，並對當地部落的疆界造成了深遠的改變。随着火枪在毛利人各部落之间的流血冲突中愈加频繁的使用，毛利人的传统防御工事pa的设计也逐渐产生了变化。这些变化对之后新西兰土地战争中和英国殖民军队作战的毛利人来说产生了积极的作用。
毛利人在19世纪初开始从在悉尼的欧洲亚麻和木材商人那里购买火枪（实际上大多数出售的火枪都是在伯明翰制造的劣质短枪管贸易滑膛枪，钢材质量和精度堪忧），最初的目的仅仅是方便于打猎。一直到1807年，毛利人部落冲突间才出现了已知最早的枪械使用记录。在靠近现在达格维尔的区域，两支毛利人部落Ngati Whatua和Ngapuhi爆发莫尔莫努伊之战（Battle of Moremonui），虽然Ngapuhi的军队装备了少量滑膛枪，但是却因为遭到了装备传统武器的Ngati Whatua军队的伏击和受制于重新装填弹药的冗长时间而失败。
1818年，毛利人Ngapuhi地区的酋长Hongi Hika利用所集结的滑膛枪对丰盛湾地区的毛利人发动了毁灭性打击，而当地的毛利人仍然只拥有传统的木制或石制武器。1821年，Hongi Hika又购买了300支滑膛枪装备他的军队。在接下来的几年里，他继续对奥克兰、泰晤士、怀卡托以及罗托鲁阿湖地区的毛利人部落联盟发动了同样成功的军事行动。他将大批战俘当作奴隶派去种植并加工亚麻，以便于和欧洲人进行更多的火枪贸易。
Hongi Hika的成功促使其他毛利人部落纷纷开始购买滑膛枪等火器以增强防御能力和威慑效果。1822年，Ngati Toa成为了第二个装备有滑膛枪的毛利人部落，并在从Kawhia到Kapiti的整个北岛发起了猛烈进攻。而怀卡托地区的部落也开始装备滑膛枪后，他们则利用新式武器和附近塔拉纳基地区的部落交战，后者又向南逃亡，与Ngati Toa结盟对抗Ngapuhi。最终，毛利人各部落之间的血腥战斗在1832-1833年间达到了顶峰，除了北岛内陆地区和南岛峡湾的偏远海湾和山谷地带，几乎遍布整个新西兰。
1835年，原住于塔拉纳基的Ngati Mutunga和Ngati Tama两支部落袭击了查塔姆群岛，利用火枪的武器优势对居住在群岛上的莫里奥里人（整个族群奉行和平主义）实施了种族灭绝式的攻击，近95％的莫里奥里人被杀或流离失所。